# Strada Statale 689 del Porto di Taranto
Die Strada Statale 689 „del Porto di Taranto“ ist eine italienische Staatsstraße.

## Verlauf
Die SS 689 verbindet die Staatsstraße 7 mit dem Hafen von Tarent. Sie ist Teil der Europastraße 90.